# Paese di origine

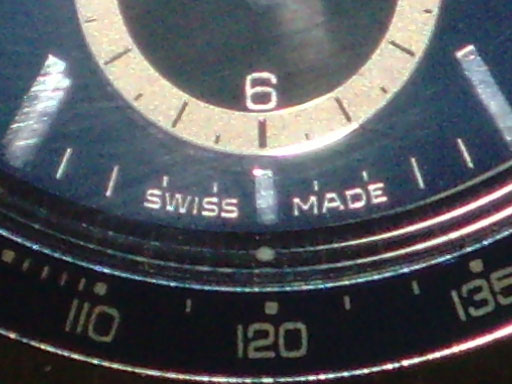
"Swiss made" su un cronografo TAG Heuer.

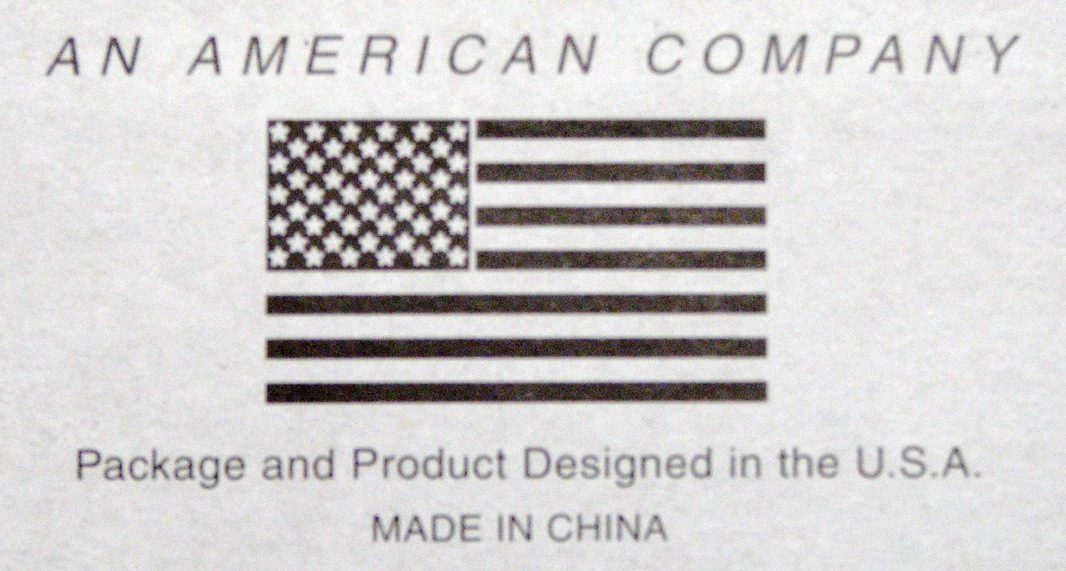
Paese di origine di un prodotto disegnato negli USA, ma fabbricato in Cina.

Paese di origine (in lingua inglese "Country of origin", "COO"), è la nazione dove un prodotto viene fabbricato, prodotto. Ogni paese ha regole diverse per la etichettatura del prodotto.

## Definizione
"Paese di origine" ha definizioni diverse:
(a) "il posto di provenienza, inteso come ultimo passaggio di frontiera prima del paese di commercializzazione del prodotto;
(b) il paese di consegna, ovvero dove il prodotto è diretto per la commercializzazione
(c) il paese originale di estrazione."

## Storia

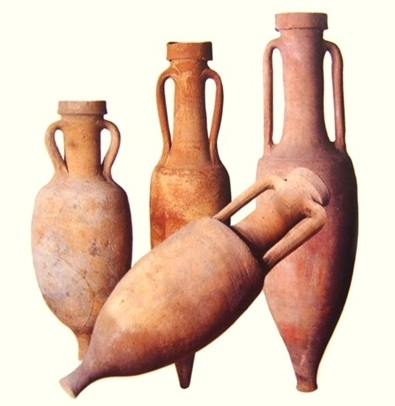
Forme distintive di anfore che danno informazione del paese di origine del bene.

In antichità il "branding" era da etichettature come marchi con fabbricante e paese di origine e già all'epoca considerati dai consumatori come indice di qualità. David Wengrow ha trovato riferimenti archeologici di questo già in epoche risalenti al 4.000 a.C. I fabbricanti apponevano un sigillo di pietra, nel tempo divenne un'etichetta con una immagine impressa, spesso associata all'identità del fabbricante con richiamato caratteristiche del prodotto e la sua qualità. Ad esempio in Egitto sono state ritrovate in una tomba reale di Abido prodotti risalenti al 3000 a.C., con riportata la scritta "fine olio di Tjehenu," regione specifica corrispondente alla attuale Libia.
In Cina, apparvero denominazioni di origine nella dinastia Han (220 a.C.- 200). Eckhardt e Bengtsson hannao studiato il fenomeno dicendo che in assenza di capitalismo, il branding era dato dal sistema sociale e contesto culturale.
Diana Twede ha dimostrato che le amfore del mediterraneo avevano forma e marchiatura di origine tra il 1.500 e 500 a.C. 
La marchiatura sistematica iniziò attorno al IV secolo a.C. La forma delle anfore aveva connotazione di origine e aveva quindi funzione di marchio di qualità.
Gli antichi romani avevano posti specifici di origine per le loro mercanzie come ostriche da Londinium e cannella dall'Arabia, stimolando il commercio nel mondo allora conosciuto. A Pompei e Ercolano le stampigliature dei prodotti era cosa comune come esempi riportati su beni prodotti in loco: "Lassius" a "L. Eumachius;" produttori.
Umbricius Scauras, produttore di zuppa di pesce (noto anche come garum) a Pompei nel 35 d.C., marchiava le amfore che venivano commercializzate in tutto il mediterraneo.
1. G(ari) F(los) SCO[m]/ SCAURI/ EX OFFI[ci]/NA SCAU/RI   "Fiore di garum, fatto di ..., prodotto da Scaurus, nel laboratorio di Scaurus"
2. LIQU[minis]/ FLOS   "Fiore di Liquamen"
3. G[ari] F[los] SCOM[bri]/ SCAURI   "Fiore di garum, fatto di..., un prodotto di Scaurus"
4. LIQUAMEN/ OPTIMUM/ EX OFFICI[n]/A SCAURI    "Il miglior liquamen, dal laboratorio di Scaurus"

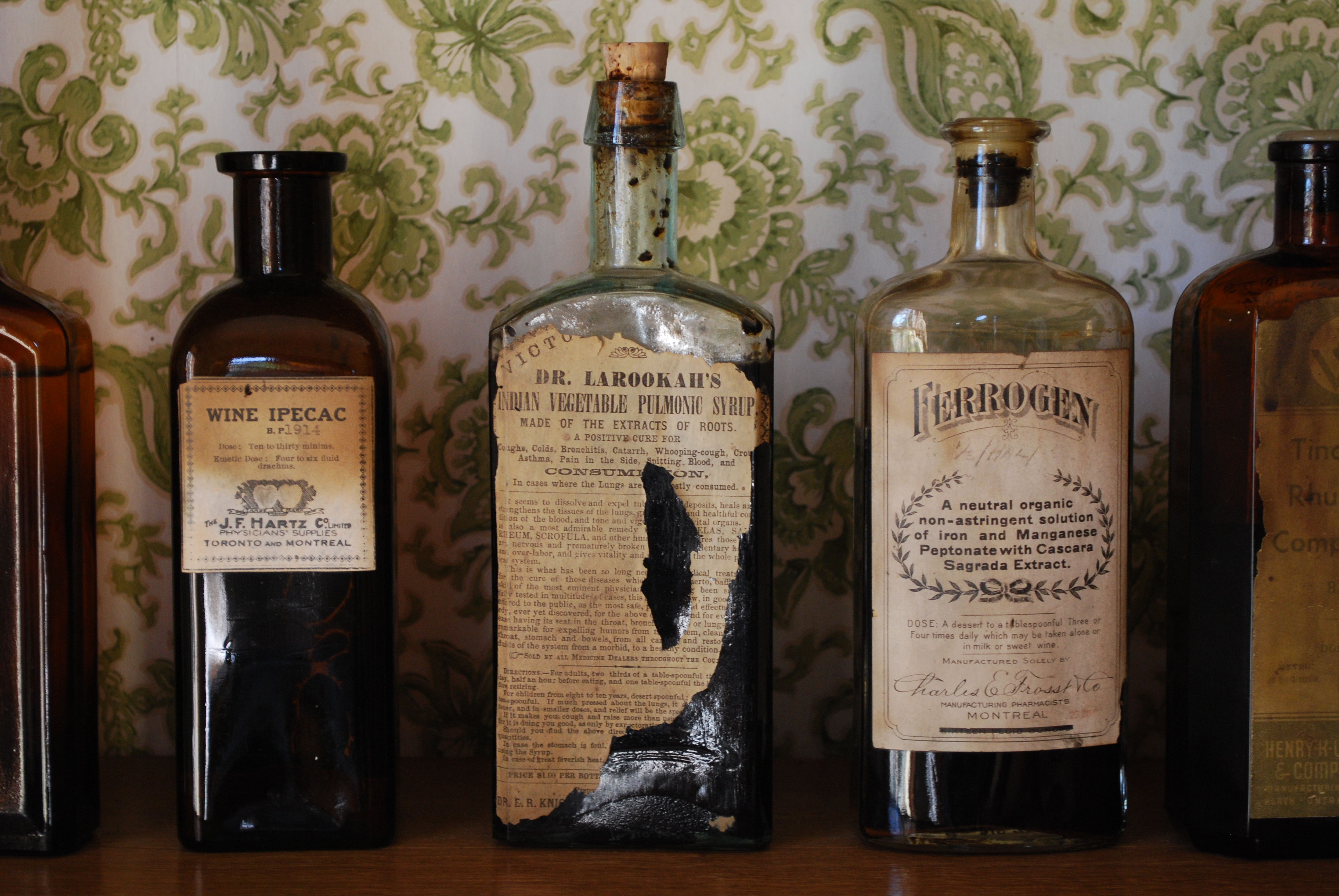
Dal XIX secolo iniziarono le etichettature di prodotti con fabbricante e origine, come nelle bottiglie di prodotti farmaceutici.

Durante il medioevo in Europa, numerose città mercato iniziarono a essere in competizione. Iniziarono a investire per la qualità dei prodotti, creando regolamenti. London's Blackwell Hall divenne un centro per abiti, Bristol noto per il Bristol red, Stroud per gli abiti di lana, Worsted per un tipo di yarn; Banbury e Essex per i formaggi.
Marco Polo, scrisse di seta importata dalla Cina e spezie dall'India.
Dal XIX secolo iniziarono le etichettature di origine del prodotto.

## Effetto sui consumatori
Gli effetti sui consumatori della etichettatura del paese di origine. Il Country-of-origin effect noto anche come "made-in image" e "nationality bias." Indagine demoscopiche della Nielsen riportano di effetti dati dall'immagine del paese di origine con influenze sul consumatore. L'effetto è più forte sul consumatore non abbastanza informato sul prodotto da acquistare, in particolare sui beni durevoli. e di lusso.

## Caratteristiche necessarie alla etichettatura
Il paese di origine viene designato con "Made in X", "Product of X", "Manufactured in X" ecc. variabile da paese a paese.
Esempi:
- Per l'importazione nel Regno Unito, c'è un codice volontario per il cibo. Altri prodotti non sono regolamentati per la etichettatura,[24] ma dichiarazioni mendaci possono essere sanzionate dal Trade Descriptions Act 1968.
- Cibo esportato verso gli Emirati Arabi Uniti devono includere il paese di origine[25]

### Marketing
Le aziende usano diverse strategie di marketing:
- Uso della frase "Made in..."
- Uso di etichette di qualità e origine
- Paese di origine presente nel nome della società
- Parole tipiche del paese di origine nel nome della società
- Uso della lingua del paese di origine
- Uso di stereotipi del paese di origine
- Uso di bandiere o simboli del paese di origine
- Uso di paesaggi o costruzioni tipici del paese di origine

## Commercio internazionale
Quando dei prodotti vengono spediti da un paese ad un altro, i prodotti devono avere il marchio di origine, per questioni documentali di export/import.
Di principio, la trasformazione sostanziale di un prodotto è definita come cambio in un sistema armonizzato. Esempio: una bene venduto dal paese A al paese B, e che viene trasformato in B, poi venduto nel paese C è considerato made in B.

## Film e televisione
La International Federation of Film Archives definisce il paese di origine come "country of the principal offices of the production company or individual by whom the moving image work was made".  Non esiste un riferimento o definizione. Alcune fonti includono, materiale correlato (esempi: scritti, liste di riprese fotografiche, registrazioni, materiale pubblicitario, inventari, sinottici etc.), il contenitore (se il pezzo non è parte intera dell'opera), o altre fonti (standard e dispositivi speciali). La legge, definizioni e "paese di origine" e termini correlati sono definiti in modi diversi nei diversi paesi. L'Unione europea, Canada, e USA hanno differenti motivi per includere tassazione, regolamenti pubblicitari, distribuzione; anche nella stessa UE esistinono legilslazioni diverse tra i vari Stati. Il risultato è che una singola opera può avere diversi "paesi di origine", e diversi obblighi di legge ad essi correlati. Secondo la legislazione statunitense e la Convenzione di Berna, "paese di origine" è definito in modo esclusivo per assicurare la proprietà intellettuale degli autori.